# Kanslergade
Kanslergade er en ca. 100 meter lang gade på Østerbro i København. Det er en lille U-formet appendixvej til Jagtvej, hvorved den både begynder og ender. Mod syd mødes Kanslergade med Ove Rodes Plads.
Øst for Fælledparken danner gaden sammen med Jagtvej en trekant omkring Jagtvej 208 overfor plejehjemmet Fælledgården og ud for Ove Rodes Plads og Østerfælled Torv.
Gaden har navn efter den gamle middelalderlige stilling som kansler. Langt op i tiden var det den øverste statsembedsmand, dvs. rigets næsthøjeste post, efter kongen. Gadens navn er fra 1915. Gadenavnet hører med til gruppen, der knytter sig til ældre københavnsk historie, og også indbefatter de nærliggende gader Serridslevgade og Jacob Erlandsens Gade.
Den 30. januar 1933 blev det berømte Kanslergadeforlig indgået i daværende statsminister Thorvald Staunings bolig i Kanslergade 10, 1 th. Netop denne adresse findes ikke længere, idet denne del af gaden i 1937 blev omdøbt til Ove Rodes Plads. Den daværende Kanslergade 10 svarer derfor til den nuværende Ove Rodes Plads 1. Stauning selv var i mellemtiden flyttet til en æresbolig på Valeursvej i Gentofte, men adressen måtte alligevel ændres, da Stauningkulten var så stor, at beboerne i området måtte beskyttes mod alt for mange nysgerrige, der ville se, hvor den folkekære Stauning havde boet.
Stadsingeniørens tegninger af Kanslergade-kvarteret er fra 1911. Bebyggelsen fandt endelig sted i løbet af 1910’erne og 1920’erne af Arbejdernes Kooperative Byggeforening. I perioden herefter blev det et yndet sted for socialdemokratiske politikere at bo. Det største koryfæ var naturligvis Th. Stauning. (Stauning er ikke den eneste danske statsminister med tilknytning til området, også H. C. Hansen, statsminister 1955-60, boede på adressen Østerbrogade 95, hvor også minister Knud Heinesen har boet.)
I 1950’eren – hvor Østerbro indbyggertalsmæssigt var højest – finder man altovervejende beboelse opført i gaden. Det er primært veluddannede mennesker fra det bedre borgerskab og kunstnere. Der ligger ”Frk. K. M. Petersens Korsetsalon” i nr. 14, stuen, ellers er der tilsyneladende ikke andre forretninger, men kun privat beboelse.
Den lille stille løkkeformede gade har i dag et ekstremt ensartet byggeri i røde mursten og med karnapper. Bl.a. boligforeningen Kanslerhus, der udover opgangene 1, 3, 5 og 7 også har et par opgange ud mod Jagtvej. Kanslergården blev opført af Arbejdernes Kooperative Byggeforening 1935. Udover en butik, der sælger køkkener, og en, der sælger ski, er der udelukkende beboelse i Kanslergade.